# Darja Wladimirowna Selinskaja
Darja Wladimirowna Selinskaja (russisch Дарья Владимировна Зелинская; englische Schreibweise Daria Zelinskaya; * 26. August 2004) ist eine russische Tennisspielerin.

## Karriere
Selinskaja spielt vor allem bei Turnieren der ITF Women’s World Tennis Tour, wo sie bislang drei Titel im Doppel gewinnen konnte.
2023 stand sie Anfang Oktober zusammen mit ihrer Partnerin Alexandra Pospelowa im Doppelfinale des W15 in Scharm asch-Schaich, das sie mit 6:2, 3:6 un [9:11] gegen Elena-Teodora Cadar und Arlinda Rushiti verloren. Eine Woche darauf standen die beiden wieder im Doppelfinale an gleicher Stelle und verloren diesmal gegen Elena-Teodora Cadar und Karola Patricia Bejenaru mit 3:6 und 4:6. Anfang November gewann sie mit Darja Šuvirđonkova ihren ersten ITF-Titel im Doppel. Mitte Dezember stand sie mit Marija Tkatschowa im Doppelfinale des W35 in Scharm asch-Schaich, das die beiden mit 3:6 und 6:75 gegen Karola Patricia Bejenaru und Katarína Kužmová verloren.
2024 stand sie im April mit Jelisaweta Schebekina im Doppelfinale des W35 in Scharm asch-Schaich, das die beiden mit 4:6 und 2:6 gegen Zuzanna Pawlikowska und Salma Drugdová verloren. Im September stand sie mit Darja Šuvirđonkova im Doppelfinale des W15 in Scharm asch-Schaich, das die beiden mit 6:2, 3:6 und [7:10] gegen Defne Çırpanlı und Yasmin Ezzat verloren. Im Dezember stand sie an gleicher Stelle mit Warwara Panschina abermals in einem Doppelfinale, das die beiden mit 2:6 und 6:72 gegen Martyna Kubka und Katarína Kužmová verloren.

## Turniersiege

### Doppel
| Nr. | Datum            | Turnier             | Kategorie | Belag     | Partnerin            | Finalgegnerinnen                     | Ergebnis          |
| --- | ---------------- | ------------------- | --------- | --------- | -------------------- | ------------------------------------ | ----------------- |
| 1.  | 4. November 2023 | Scharm asch-Schaich | ITF W15   | Hartplatz | Darja Šuvirđonkova   | Tamara Kostic Alexandra Schubladse   | 7:5, 2:6, [13:11] |
| 2.  | 7. Juni 2025     | Taschkent           | ITF W15   | Hartplatz | Darja Chamuzjanskaja | Vaishnavi Adkar Punnin Kovapitukted  | 6:4, 6:4          |
| 3.  | 14. Juni 2025    | Taschkent           | ITF W15   | Hartplatz | Darja Chamuzjanskaja | Punnin Kovapitukted Xenija Laskutowa | 4:6, 6:1, [11:9]  |